# Campo (Ventasso)
Campo è una frazione del comune italiano del Ventasso, in Emilia-Romagna, situata sul fiume Secchia.
Nel 1836 vi nacque Filippo Riccioni, uno dei partecipanti alla Spedizione dei Mille.